# Farfadets et korrigans
Farfadets et korrigans est le 6e album de bande dessinée mettant en scène le personnage de Mélusine, sorti en 1999. Les dessins sont de Clarke et le scénario de Gilson.

## Synopsis
L'album est composé de 18 gags d'une page chacun, d'un de deux pages et d'un dernier de 22 pages. La dernière histoire donne son nom à l'album : Mélusine trouve un vieux grimoire qui décrit en détail où trouver la Formule Suprême et décide de partir à sa recherche. Son chemin sera semé d'embûches. D'ailleurs, à quoi sert-elle cette Formule Suprême ?

## Source
- www.bedetheque.com, « Mélusine » (consulté le 17 août 2008)